# 黑鳍针飞鱼
黑鳍针飞鱼（学名：Oxyporhamphus convexus），又名黑鰭飛鱵、短嘴水針，为针飞鱼科针飞鱼属的鱼类，俗名黑鳍飞(鱼箴)、凸针飞鱼。分布于台湾以及南海等海域。该物种的模式产地在Timor岛。